# 缅宁柯
缅宁柯（学名：Lithocarpus mainningensis）为壳斗科柯属下的一个种。

## 扩展阅读
- 維基物種上的相關：缅宁柯